# 10200 Quadri
10200 Quadri este un asteroid din centura principală de asteroizi.

## Descriere
10200 Quadri este un asteroid din centura principală de asteroizi. A fost descoperit pe 7 iulie 1997 la Pianoro de Vittorio Goretti. El prezintă o orbită caracterizată de o semiaxă mare de 2,72 ua, o excentricitate de 0,17 și o înclinație de 4,4° în raport cu ecliptica.